# حیدرکلا
حیدرکلا یک روستا در ایران است که در استان مازندران و شهرستان فریدونکنار واقع شده‌است. حیدرکلا ۴۹۱ نفر جمعیت دارد.